# Thaspium pinnatifidum
Thaspium pinnatifidum là một loài thực vật có hoa trong họ Hoa tán. Loài này được (Buckley) A. Gray miêu tả khoa học đầu tiên năm 1856.